# Lonsdale (Minnesota)
Lonsdale es una ciudad ubicada en el condado de Rice en el estado estadounidense de Minnesota. En el Censo de 2010 tenía una población de 3674 habitantes y una densidad poblacional de 511,74 personas por km².

## Geografía
Lonsdale se encuentra ubicada en las coordenadas 44°28′39″N 93°25′13″O / 44.47750, -93.42028. Según la Oficina del Censo de los Estados Unidos, Lonsdale tiene una superficie total de 7.18 km², de la cual 7.07 km² corresponden a tierra firme y (1.59%) 0.11 km² es agua.

## Demografía
Según el censo de 2010, había 3674 personas residiendo en Lonsdale. La densidad de población era de 511,74 hab./km². De los 3674 habitantes, Lonsdale estaba compuesto por el 96.46% blancos, el 0.35% eran afroamericanos, el 0.33% eran amerindios, el 0.84% eran asiáticos, el 0.33% eran isleños del Pacífico, el 0.3% eran de otras razas y el 1.39% pertenecían a dos o más razas. Del total de la población el 1.69% eran hispanos o latinos de cualquier raza.